# Sites mégalithiques de La Torre-La Janera
La Torre-La Janera est un ensemble de sites mégalithiques comprenant 526 menhirs, situé sur la rive gauche du fleuve Guadiana, au nord-ouest de Villablanca, dans la province de Huelva, en Andalousie, en Espagne. On y trouve rassemblés alignements, cromlechs et dolmens.

## Datation
L'utilisation des sites remonte au Néolithique, du IVe au IIIe millénaire av. J.-C..

## Description
Les pierres dressées mesurent de 1 à 3 mètres de haut. Les menhirs relèvent d'une architecture mégalithique archaïque, alors que les cromlechs et alignements témoignent de formes plus élaborées, qui pourraient être liées à l’observation de phénomènes astronomiques ou du cycle des saisons. Quant aux dolmens, tumulus et cistes, ils ont dû fonctionner comme sépultures et lieux rituels, contenant les restes des défunts accompagnés d'offrandes. La présence d'enceintes mégalithiques, de plateformes et de cistes pourrait attester de l'utilisation du site en tant que centre rituel ou cérémoniel jusqu'à une époque avancée.